# Soricinae
Chuột chù răng đỏ (Danh pháp khoa học: Soricinae) là một phân họ động vật có vú trong họ Chuột chù Soricidae, phân họ này là một trong ba phân họ chuột chù còn sống, cùng với Crocidurinae (chuột chù răng trắng) và Myosoricinae (chuột chù răng trắng châu Phi). Ngoài ra, họ này còn có liên quan đến các phân họ Limoecinae, Crocidosoricinae, Allosoricinae và Heterosoricinae. Những loài này thường được tìm thấy ở Bắc Mỹ, phía bắc của Nam Mỹ, châu Âu và Bắc Á. Phân họ này có tên gọi là chuột chù răng đỏ vì men răng của các đầu răng của chúng có màu đỏ giống như thuốc nhuộm sắt. Các chất sắt phục vụ để làm cứng men răng và tập trung ở những phần của răng mà hầu hết phải chịu mài mòn.

## Phân loại
- Tông Anourosoricini
  - Chi Anourosorex
- Tông Blarinellini
  - Chi Blarinella
- Tông Blarinini
  - Chi Blarina
  - Chi Cryptotis
- Tông Nectogalini
  - Chi Chimarrogale
  - Chi Chodsigoa
  - Chi Episoriculus
  - Chi Nectogale
  - Chi Neomys
  - Chi †Nesiotites
  - Chi Soriculus
- Tông Notiosoricini
  - Chi Megasorex
  - Chi Notiosorex
- Tông Soricini
  - Chi Sorex